# 파울루 힝크
파울루 호베르투 힝크(포르투갈어: Paulo Roberto Rink, 1973년 2월 21일 ~ , 쿠리치바)는 브라질 출신의 독일 축구 선수로, 2007년에 은퇴하였다.

## 클럽 경력
힝크는 아틀레치쿠 파라나엔시에서 축구계에 입문하였다. 그곳에서 우수한 활약을 펼친 그는 바이어 04 레버쿠젠과의 협상 끝에 당시 아틀레치쿠 파라나엔시의 당시 최고 이적료인 US$ 6M의 가격에 이적하였다. 힝크는 그곳 소속으로 4년 활약하였고, 이중 6개월 동안은 산투스 FC로 임대되기도 하였다.
그는 1. FC 뉘른베르크, FC 에네르기 콧부스, 피테서, 전북 현대 모터스, 올림피아코스 니코시아, 그리고 AC 오모니아 등의 여러 다른 클럽에서 활약하기도 하였다.
힝크는 그가 축구계에 입문했던 아틀레치쿠 파라나엔시에서 은퇴하였다. 그의 고별 경기는 2007년 5월 24일 쿄세라 아레나에서 펼쳐졌다. 파울루 힝크와 친구들팀에 속한 그는 1995년부터 1998년까지 팀동료이자 스트라이커 파트너였던 오세아스의 팀을 상대하였다. 이 경기에 1997년부터 1998년까지 팀동료였던 우루과이의 구스타보 마토사스와 1998년 팀동료인 주제 클레베르송도 경기에 참가하였다.

## 국가대표팀 경력
힝크의 증조부는 1904년에 하이델베르크에서 브라질로 귀화하였고, 독일 이중 국적이었던 그는 에리히 리베크 감독의 부름을 받아 1998년 10월에 독일 축구 국가대표팀에 차출되었다. 그는 독일 국가대표로 활약한 최초의 브라질인이었다. 힝크는 루마니아와 몰타를 상대로한 친선경기에 출전하였다. 1년 후, 바이어 04 레버쿠젠에서 활약할 당시, 그는 멕시코에서 열린 1999년 FIFA 컨페더레이션스컵에 참가하였다. 그는 UEFA 유로 2000에도 참가하였다. 그는 1998년과 2000년 사이 총 13번의 국가대표팀 경기에 참가하였다.